# Elymnias lacrimosa
Elymnias lacrimosa är en fjärilsart som beskrevs av Hans Fruhstorfer 1898. Elymnias lacrimosa ingår i släktet Elymnias och familjen praktfjärilar. Inga underarter finns listade i Catalogue of Life.